# KV20
KV20 i Konungarnas dal utanför Luxor i Egypten var begravningsplats för farao Thutmosis I och Hatshepsut under Egyptens artonde dynasti.
Graven är placerat längst till öster i slutet av en sidogren till huvudwadin i dalen ganska nära KV19. Kanske är KV20 den äldsta graven i Konungarnas dal. Graven har en mycket ovanlig geometri och viker av neråt i en spiralformat båge först öster ut, sedan mot söder och slutligen väster ut och är totalt 210 m lång. Att graven slutligen viker av väster ut är ett argument mot teorin att Hatshepsuts grav är byggd för att ansluta mot hennes gravtempel i Deir el-Bahri. Både Thutmosis I och Hatshepsut tomma sarkofag hittades 1903/1904 under Howard Carters utgrävning. Thutmosis Is mumie blev flyttad till KV38 av Thutmosis III.